# Campeau Corporation
Pour les articles homonymes, voir Campeau.
Campeau Corporation était une importante  société immobilière canadienne fondée par Robert Campeau un homme d’affaires né à Sudbury en Ontario.  

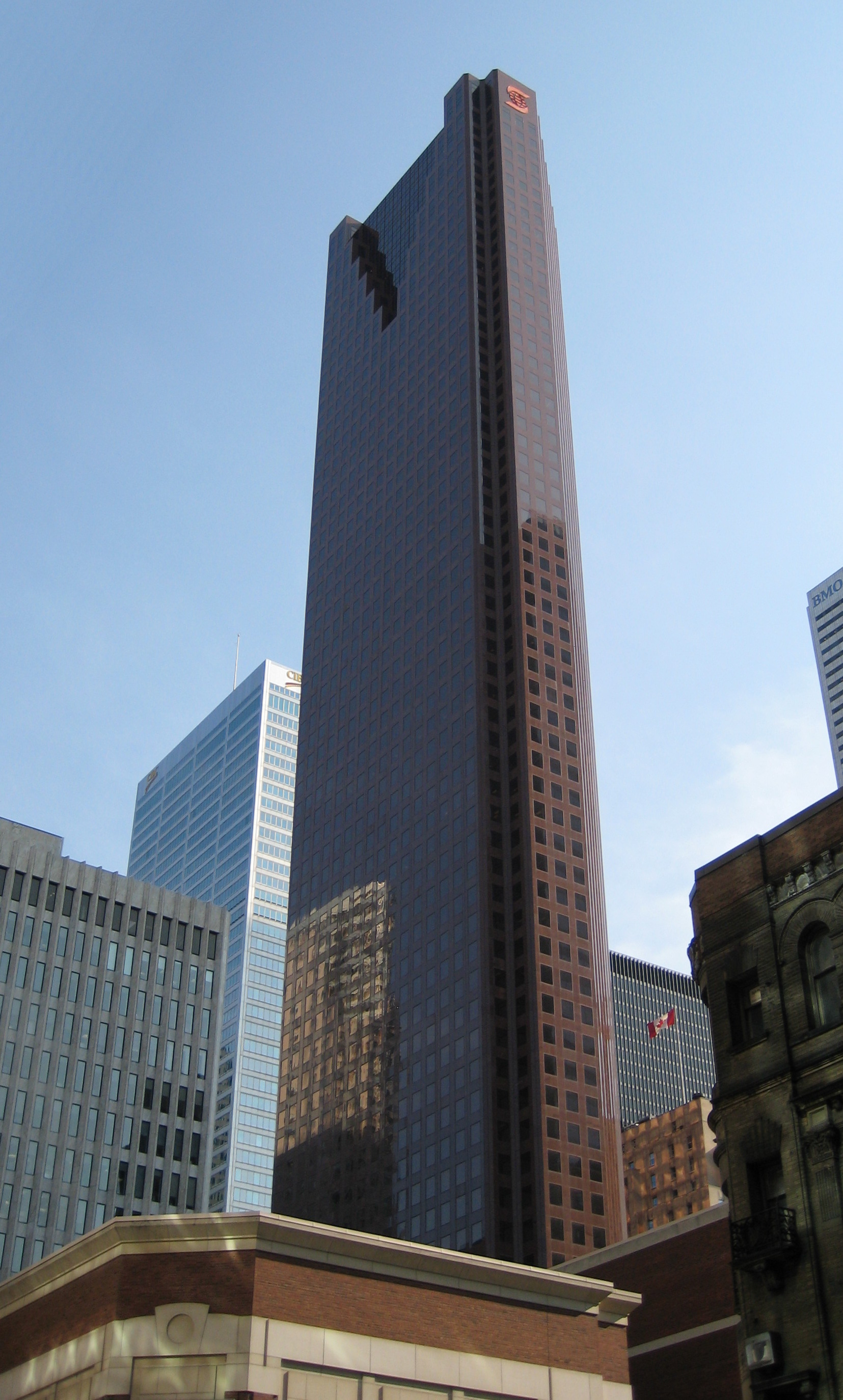
Scotia Plaza à Toronto, un des principaux immeubles construits par Campeau Corporation

Après une croissance vertigineuse, l’entreprise connut une fin abrupte après son acquisition des chaînes de grands magasins américaines Allied Stores en 1986 et Federated Department Stores en 1988.  Criblée de dettes, l’entreprise fit faillite en 1991 et contribua au déclin des grands magasins d’envergure régionale.

## L’immobilier
Une grande partie de l’histoire de l’entreprise se confond avec celle de son fondateur, le promoteur immobilier Robert Campeau. Après des débuts modestes à Ottawa en 1949, Campeau en vient à construire d’importants lotissements résidentiels ainsi que des immeubles de bureaux, profitant de la forte croissance de la fonction publique dans la capitale canadienne. 
Il a de fréquents démêlés avec la mairesse de l’époque, Charlotte Whitton, au sujet des contraintes urbanistiques. Durant de nombreuses années, la politique de la Ville d’Ottawa a interdit dans le centre-ville de construire plus haut que la Tour de la paix de la Colline du parlement.  Campeau trouve cette réglementation contraignante et il entre en conflit avec le Conseil de ville pour le développement d’un grand complexe en hauteur appelé  Place de Ville. Les deux premières tours sont terminées en 1968 et le complexe est occupé depuis le début par le gouvernement fédéral. La tour C, construite peu après, demeure encore aujourd’hui le plus haut immeuble d’Ottawa (excluant Gatineau), deux fois plus haute, avec ses 104 mètres, que la tour du parlement. Au début des années 1980, Campeau proposera une nouvelle tour plus haute, mais la récession mettra fin à ses ambitions.
Entretemps, Campeau construit aussi de l’autre côté de la rivière des Outaouais, dans la ville québécoise de Hull (aujourd'hui Gatineau) qui fait partie de la capitale nationale et où la fonction publique fédérale prend de l’expansion dans les années 1970. Le complexe Terrasses de la Chaudière, terminé en 1978, devient alors le plus haut immeuble de la capitale.
Dans le marché résidentiel, Campeau Corporation, a deux grand rivaux : Assaly Construction et Minto Developments, cette dernière étant propriété de la famille du futur maire d’Ottawa, Lorry Greenberg. Malgré l’opposition de Mme Whitton, Campeau devient vite le plus important promoteur de la ville et se bâtit même une réputation de constructeur de qualité. Une rue est nommée en son honneur dans la banlieue de Kanata, ville qu’il a en grande partie construite.
Jouant de ses relations avec les fonctionnaires et les hommes politiques, Campeau peut faire approuver la plupart de ses projets. Il compte parmi ses amis personnels des politiciens comme Jean Chrétien, Jean Marchand, André Ouellet, Marc Lalonde et Michael Pitfield. 
Les succès de Campeau comme promoteur lui ouvrent bientôt les portes d’autres marchés.  À Toronto, il entreprend dans les années 1960 la revitalisation de la zone riveraine avec d’importants immeubles tout en tissant des liens avec le puissant Paul Reichmann d’Olympia and York qui acquiert de plus en plus de participations dans l’entreprise de Campeau et dans ses projets immobiliers. Les principaux développements de Campeau à Toronto comprennent le Harbour Castle Hotel en 1975 (maintenant partie de la chaîne Westin) et la Scotia Plaza de 68 étages (le deuxième plus haut gratte-ciel de la ville) en 1988.
À Montréal, Campeau Corporation acquiert en 1970 le champ de courses Blue Bonnets et y projette en 1973 un vaste développement de 750 millions de dollars. Le projet est abandonné pour un temps mais est remis de l’avant en 1988 alors que Campeau commande des études pour développer le site autour d’un des grands magasins des chaines américaines qu’il vient d’acquérir.

## Les grandes acquisitions
Au tournant des années 1980, Campeau entreprend une série de leveraged buyouts (LBO), d’abord avec une offre refusée en 1979 pour la compagnie Royal Trust (maintenant partie de la Banque royale du Canada). Le tempérament volcanique et les manières impétueuses de l’homme d’affaires font de lui un outsider aux yeux de l’establishment d’affaires canadien plutôt conservateur qui fait front contre lui.
Avec l’expansion de son empire, frustré des blocages rencontrés au Canada, Campeau cherche la croissance aux États-Unis, souhaitant surtout l’acquisition de centres commerciaux pour diversifier son portefeuille immobilier.
Par un LBO faisant l’utilisation massive des junk bonds, procédé fort populaire au milieu des années 1980, Campeau  prend en 1986 le contrôle d’Allied Stores, une entreprise dix fois plus grosse que la sienne et qui exploite les chaines Brooks Brothers et Ann Taylor. Il utilise le célèbre banquier Bruce Wasserstein de la First Boston Corporation pour le conseiller dans ses transactions et le financer.
Le 19 octobre 1987, le fameux lundi noir, est un coup de semonce qui n’ébranle en rien l’optimisme de Campeau qui lance une autre acquisition hostile en 1988, cette fois pour les magasins Federated Department Stores, propriétaires de la chaîne Bloomingdale's, une acquisition nettement plus volumineuse que la précédente. 
Robert Campeau est au sommet d'une gloire éphémère, car dès le début de 1989, l’enthousiasme démesuré et le haut niveau d’endettement typiques de l’époque se combinent à une récession qui frappe durement les ventes au détail.  Campeau Corporation est bientôt incapable de rencontrer ses obligations et Reichmann, ayant déjà investi 560 millions de dollars dans l’entreprise, refuse en septembre d’aller plus loin, forçant les deux chaînes de magasins à demander la protection de la Loi contre leurs créanciers. 
Olympia and York, l’entreprise des frères Reichmann, fait elle-même faillite en 1992.